# Szpitalna Górka
Szpitalna Górka (niem. Hospital Berg) – wzniesienie położone w północnej części Kłodzka, na Ustroniu. Wznosi się na wysokości 320 m n.p.m.

## Geografia i geologia
Szpitalna Górka jest niewysokim, ale rozległym wzgórzem. Zbudowane jest z łupków metamorficznych nakrytych grubą warstwą osadów plejstoceńskich, wśród których przeważają gliny zwałowe, używane jako gliny ceramiczne. Wzniesienie pokryte jest łąkami i polami, a jego podnóża przy ul. Półwiejskiej znajduje się kilka zagród.

## Historia
Wzgórze pojawia się w starych dokumentach już w 1575 roku. Wiadomo, że wtedy istniała tu cegielnia miejska dostarczająca cegłę i dachówkę do budowy kościoła Wniebowzięcia NMP Kłodzku. Do tego roku wyprodukowała 20 750 dachówek. Zakład ten istniał do końca II wojny światowej, a jego pozostałością są wyrobiska i resztki zabudowy.